# Wścieklica Sabuleta
Wścieklica Sabuleta, wścieklica uszatka (Myrmica sabuleti) – gatunek mrówek z podrodziny Myrmicinae.
Gatunek europejski, występuje pospolicie w lasach i na przestrzeniach otwartych w środowiskach ciepłych. Gniazda buduje w ziemi, mchu, pod kamieniami. Kolonia poliginiczna - w gnieździe może znajdować się kilka królowych. Kolonia liczy zazwyczaj kilkaset robotnic. 
Robotnice czerwonobrunatne, wielkości 4–5 mm. Królowa nieco większa, wielkości 5-6 mm. Ciało pokryte włoskami. Stylik podwójny. 
W gnieździe tych mrówek spotkać można larwy motyla modraszka ariona (Maculinea arion).
Loty godowe odbywa w sierpniu i wrześniu.